# Élodie Thomis
Élodie Ginette Thomis (Colombes, Francia; 13 de agosto de 1986) es una exfutbolista francesa. Jugó de delantera durante 11 años en el Olympique de Lyon de la Division 1 Féminine, equipo en el que se retiró en el 2018. También fue internacional con la selección de Francia.

## Estadísticas

### Clubes
| Club              | País    | Año         |
| ----------------- | ------- | ----------- |
| Montpellier       | Francia | 2005 - 2007 |
| Olympique de Lyon | Francia | 2007 - 2018 |

## Palmarés

### Títulos nacionales
| Título                   | Club              | País    | Año     |
| ------------------------ | ----------------- | ------- | ------- |
| Copa Femenina de Francia | Montpellier       | Francia | 2006    |
| Copa Femenina de Francia | Montpellier       | Francia | 2007    |
| Division 1 Féminine      | Olympique de Lyon | Francia | 2007-08 |
| Copa Femenina de Francia | Olympique de Lyon | Francia | 2007-08 |
| Division 1 Féminine      | Olympique de Lyon | Francia | 2008-09 |
| Division 1 Féminine      | Olympique de Lyon | Francia | 2009-10 |
| Division 1 Féminine      | Olympique de Lyon | Francia | 2010-11 |
| Division 1 Féminine      | Olympique de Lyon | Francia | 2011-12 |
| Copa Femenina de Francia | Olympique de Lyon | Francia | 2011-12 |
| Division 1 Féminine      | Olympique de Lyon | Francia | 2012-13 |
| Copa Femenina de Francia | Olympique de Lyon | Francia | 2013    |
| Division 1 Féminine      | Olympique de Lyon | Francia | 2013-14 |
| Copa Femenina de Francia | Olympique de Lyon | Francia | 2014    |
| Division 1 Féminine      | Olympique de Lyon | Francia | 2014-15 |
| Copa Femenina de Francia | Olympique de Lyon | Francia | 2015    |
| Division 1 Féminine      | Olympique de Lyon | Francia | 2015-16 |
| Copa Femenina de Francia | Olympique de Lyon | Francia | 2016    |

### Títulos internacionales
| Título                               | Club              | País           | Año     |
| ------------------------------------ | ----------------- | -------------- | ------- |
| Campeonato Europeo Sub-19 de la UEFA | Francia           | Alemania       | 2003    |
| Liga de Campeones de la UEFA         | Olympique de Lyon | Inglaterra     | 2010-11 |
| Liga de Campeones de la UEFA         | Olympique de Lyon | Inglaterra     | 2011-12 |
| Copa de Chipre                       | Francia           | Chipre         | 2012    |
| Copa de Chipre                       | Francia           | Chipre         | 2014    |
| Liga de Campeones de la UEFA         | Olympique de Lyon | Inglaterra     | 2015-16 |
| Copa SheBelieves                     | Francia           | Estados Unidos | 2017    |

(*) Incluyendo la Selección